# Ygor Coelho
Ygor Coelho de Oliveira (Río de Janeiro, 24 de noviembre de 1996) es un deportista brasileño que compite en bádminton. Ganó una medalla de oro en los Juegos Panamericanos de 2019, en la prueba individual.

## Carrera
En los Juegos Panamericanos de 2019 celebrados en Lima, Ygor logró su mayor título al ganar la medalla de oro. Fue el primer oro del país en este deporte en los Juegos Panamericanos. 
Ygor obtuvo la medalla de plata en la Copa Panamericana de Bádminton en la competencia por equipos masculino en las ediciones Acapulco 2022 y São Paulo 2024.
En el Campeonato Panamericano de Bádminton por equipos mixtos ganó la plata en Campinas 2016, en Santo Domingo 2017 y bronce en Guadalajara 2023. 
En el Campeonato Panamericano de Bádminton, en individuales, fue bicampeón en las ediciones Habana 2017 y Guatemala 2018, y obtuvo bronce en las ediciones de San Salvador 2022, Kingston 2023 y Guatemala 2024. 
En el Campeonato Mundial de Bádminton, el mejor resultado de Ygor lo obtuvo en Nankín 2018, cuando derrotó al indio Kumar HS Prannoy, 11º favorito del torneo y ex top 10 del mundo, alcanzando así los octavos de final, el mejor resultado de la historia de Brasil en Mundiales de bádminton.
En los Juegos Olímpicos de 2020, Ygor logró ganar un juego en la fase de grupos, pero no logró clasificarse para los octavos de final. Fue, sin embargo, el primer brasileño en ganar un partido de bádminton en los Juegos Olímpicos. 
En 2024, él es uno de los representantes de Brasil en el bádminton de los Juegos Olímpicos de Paris en la prueba de individuales.

## Palmarés internacional
| Juegos Panamericanos | Juegos Panamericanos | Juegos Panamericanos | Juegos Panamericanos |
| Año                  | Lugar                | Medalla              | Prueba               |
| -------------------- | -------------------- | -------------------- | -------------------- |
| 2019                 | Lima (Perú)          | Medalla de oro       | Individual           |